# Mette Brandt Bjerknæs

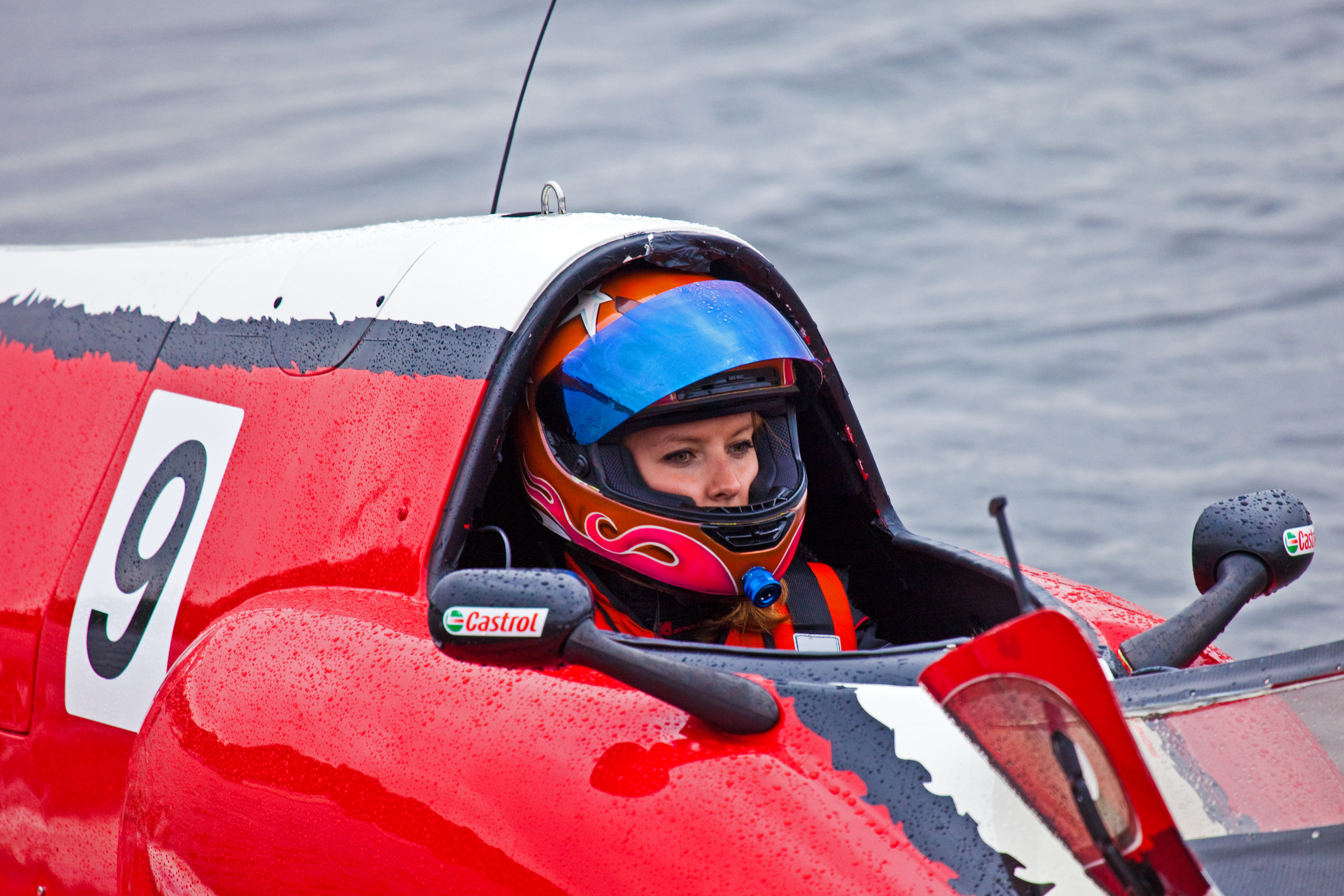
Mette Brandt Bjerknæs på Riddarfjärden i Stockholm, 2012

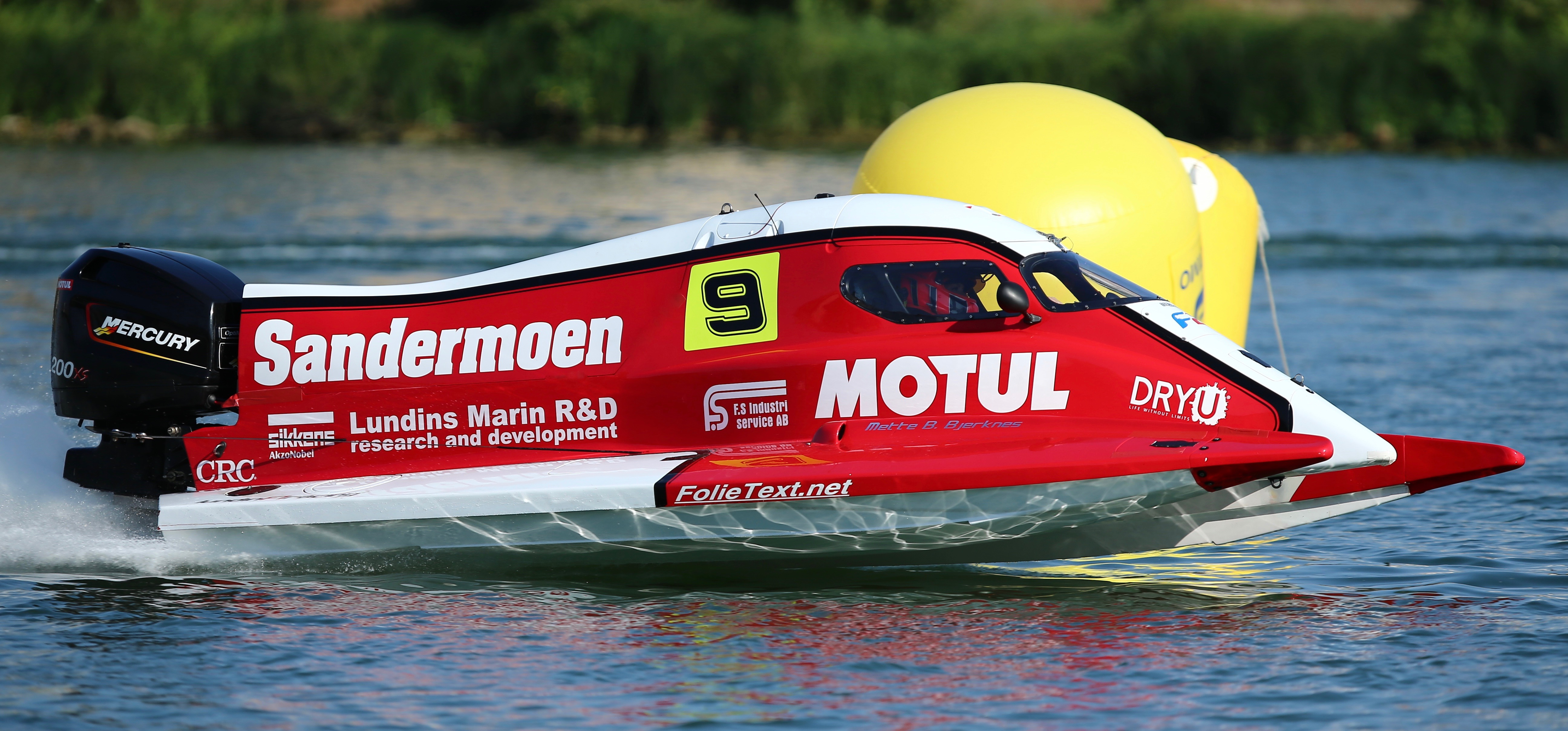
Bjerknæs i Mâcon i Frankrike, 2016

Mette Brandt Bjerknæs, född 22 januari 1989 i Oslo i Norge, är en norsk racerbåtförare och lärare. Hon driver båtracingteamet Mette Bjerknes Racing.
Hon utbildade sig till lärare på Høgskolen i Oslo og Akershus.
Mette Brandt Bjerknæs är dotter till Lane Brandt Bjerknæs och Morten Bjerknæs, som båda varit racerbåtförare, i Formel 1 respektive i klassen V-25. Hon utbildade sig till lärare på Høgskolen i Oslo og Akershus och började med båtmotorsport 2009. År 2010 började hon med Formel 2 och körde 2011 sin första säsong i UIM F2 World Championship.

## Meriter
- 2019 – 4:e i Nordiska mästerskapet i F2
- 2015 – 3:e i Rouen 24-timmars
- 2015 – Världsmästare i Union Internationale Motonautique Endurance Class 2
- 2014 – 2:a i Rouen 24-timmars lagtävling[1]
- 2012 – 4:e i Rouen 24-timmars lagtävling (med bland andra Bimba Sjöholm)
- 2011 – 3:e i Norska mästerskapet i F2
- 2010 4:e i Scandinavian Open F2